# S-VHS
S-VHS (Super VHS) — полупрофессиональный стандарт аналоговой видеозаписи, разработанный фирмой JVC в качестве дальнейшего развития формата VHS, позволяющий получить цветное изображение более высокого качества. Представлен в Японии в апреле 1987 года с первым магнитофоном HR-S5000.
Особенностью формата являлась раздельная обработка яркостного «Y» и цветового «С» сигналов вместо одного композитного. Это позволило значительно повысить чёткость и улучшить детализацию изображения. Для передачи раздельного яркостного и цветового видеосигналов JVC также представила стандарт S-Video, который предусматривал новый разъём и раздельную передачу составляющих видеосигнала.

## Техническая спецификация формата
В видеокассете S-VHS используется лента шириной 1/2 дюйма (аналогичная ленте VHS, только более высокого качества — в рабочем слое используется кобальтированный оксид железа или диоксид хрома CrO2), разрешение около 400 твл, отношение сигнал/шум около 45 дБ.
- Ширина ленты: 12,65 мм (½ дюйма).
- Номинальная скорость ленты: 23,39 мм/с (при 25 кадр/сек), 33,35 мм/с (при 30 кадр/сек).
- Скорость лента-головка — 4,85 м/с.
- Каждый кадр записывается на 2 строчки (по одной на каждый полукадр), ширина наклонных строчек — 49 мкм.
- Полоса пропускания видеосигнала: приблизительно 5,4 МГц.
- Угол наклона строчек — 5,96 градусов.
- Разрешение по горизонтали: 400—420 твл (вертикальных телевизионных линий), что в цифровом эквиваленте составляет примерно 640 пикселей.
- Запись Hi-Fi-стереозвука парой дополнительных головок в составе БВГ.

## Использование формата в профессиональных целях
Тенденция к снижению критериев оценки качества изображения привела к тому, что бытовой стандарт видеозаписи S-VHS приобрел профессиональный облик — по сравнению с другими профессиональными стандартами этот формат очень экономичен (бюджетен). Были выпущены съемочные и монтажные комплекты, имеющие практически все атрибуты вещательной техники.
В постсоветской России стандарт S-VHS стали использовать многие малобюджетные телекомпании и студии производства программ.

## Использование формата для цифровой звукозаписи
В 1991 году Alesis представила формат ADAT — 8-дорожечную систему цифровой звукозаписи, использующую кассеты S-VHS. ADAT магнитофон позволяет записывать 8 дорожек несжатого звукового материала с разрядностью 16 бит (позже 20 бит). 120-минутная кассета S-VHS вмещает 40 минут записанного звука в стандарте ADAT.